# A Rebellious Blossom
A Rebellious Blossom è un cortometraggio muto del 1911 diretto da Harry Solter.

## Produzione
Il film fu prodotto da Siegmund Lubin per la Lubin Manufacturing Company.

## Distribuzione
Distribuito dalla General Film Company, il film - un cortometraggio in una bobina - uscì nelle sale cinematografiche statunitensi il 21 agosto 1911.